# Campeonato Africano de Atletismo de 2010 - 1500 m feminino
A prova dos 1500 metros feminino do Campeonato Africano de Atletismo de 2010 foi disputada entre os dias 29 e 30 de julho de 2010 em Nairóbi,  no Quênia. 

## Recordes
Antes desta competição, os recordes mundiais e do campeonato nesta prova eram os seguintes:
|                       | Nome              | Nacionalidade | Tempo     | Local       | Data                   |
| --------------------- | ----------------- | ------------- | --------- | ----------- | ---------------------- |
| Recorde mundial       | Qu Yunxia         | China         | 3m 50s 46 | Pequim      | 11 de setembro de 1993 |
| Recorde do campeonato | Gelete Burka      | Etiópia       | 4m 08s 25 | Addis Ababa | 2 de maio de 2008      |
| Recorde africano      | Hassiba Boulmerka | Argélia       | 3m 55s 30 | Barcelona   | 8 de agosto de 1992    |

## Medalhistas
| Ouro                    | Prata              | Bronze                 |
| Nancy Jebet Lagat (KEN) | Gelete Burka (ETH) | Btissam Lakhouad (MAR) |

## Cronograma
Todos os horários são locais (UTC+3).
| Data        | Hora  | Evento  |
| ----------- | ----- | ------- |
| 29 de julho | 16:05 | Bateria |
| 30 de julho | 16:25 | Final   |

## Resultados

### Bateria
Qualificação: 4 atletas de cada bateria  (Q) mais os 4 melhores qualificados (q).
| Posição | Bateria | Atleta              | Nacionalidade | Tempo   | Notas                |
| ------- | ------- | ------------------- | ------------- | ------- | -------------------- |
| 1       | 1       | Irene Jelagat       | Quênia        | 4:13.97 | Q                    |
| 2       | 2       | Nancy Jebet Lagat   | Quênia        | 4:15.99 | Q                    |
| 3       | 1       | Bertukan Feyisa     | Etiópia       | 4:16.20 | Q                    |
| 4       | 2       | Mouna Tabsart       | Marrocos      | 4:16.35 | Q                    |
| 5       | 2       | Gelete Burka        | Etiópia       | 4:16.74 | Q                    |
| 6       | 2       | Meskerem Assefa     | Etiópia       | 4:16.89 | Q                    |
| 7       | 2       | Ann Karindi         | Quênia        | 4:17.21 | q                    |
| 8       | 1       | Siham Hilali        | Marrocos      | 4:17.79 | Q                    |
| 9       | 1       | Btissam Lakhouad    | Marrocos      | 4:17.87 | Q                    |
| 10      | 1       | Rene Kalmer         | África do Sul | 4:18.32 | q                    |
| 11      | 1       | Janet Achola        | Uganda        | 4:20.41 | q                    |
| 12      | 1       | Eliane Saholinirina | Madagáscar    | 4:22.86 | q                    |
| 13      | 2       | Juliet Chekwel      | Uganda        | 4:25.50 |                      |
| 14      | 2       | Divine Ahishikiye   | Burundi       | 4:36.59 | Recorde da temporada |
| 15      | 1       | Zeitun Jumanne      | Tanzânia      | 4:44.89 |                      |
| 16      | 1       | Samia Nor Omar      | Somália       | 5:36.97 |                      |
| 99 !    | 2       | Sani Ruth Awute     | Nigéria       | DNF     |                      |

### Final
| Posição           | Atleta              | Nacionalidade | Tempo   | Notas                |
| ----------------- | ------------------- | ------------- | ------- | -------------------- |
| Medalha de ouro   | Nancy Jebet Lagat   | Quênia        | 4:10.43 |                      |
| Medalha de prata  | Gelete Burka        | Etiópia       | 4:11.12 |                      |
| Medalha de bronze | Btissam Lakhouad    | Marrocos      | 4:11.81 |                      |
| 4                 | Irene Jelagat       | Quênia        | 4:12.15 | Recorde da temporada |
| 5                 | Meskerem Assefa     | Etiópia       | 4:14.37 |                      |
| 6                 | Ann Karindi         | Quênia        | 4:14.81 |                      |
| 7                 | Bertukan Feyisa     | Etiópia       | 4:16.29 |                      |
| 8                 | Rene Kalmer         | África do Sul | 4:18.21 |                      |
| 9                 | Janet Achola        | Uganda        | 4:19.22 |                      |
| 10                | Mouna Tabsart       | Marrocos      | 4:19.83 |                      |
| 11                | Siham Hilali        | Marrocos      | 4:20.98 |                      |
| 12                | Eliane Saholinirina | Madagáscar    | 4:25.60 |                      |

Legenda
| Recorde mundial       | Recorde mundial (World record)               |                       | Recorde africano                      | Recorde africano (African) |                                           | Q | Classificado por posição (Qualified) |
| Recorde do campeonato | Recorde do campeonato (Championship record)  | Recorde da América    | Recorde da América (Americas)         | q                          | Classificado por melhor tempo (Qualified) |   |                                      |
| Melhor marca do ano   | Melhor marca do ano (World leading)          | Recorde asiático      | Recorde asiático (Asian)              | DNS                        | Não largou (Did not start)                |   |                                      |
| Recorde nacional      | Recorde nacional (National record)           | Recorde europeu       | Recorde europeu (European)            | DNF                        | Não terminou (Did not finish)             |   |                                      |
| Recorde pessoal       | Recorde pessoal do atleta (Personal best)    | Recorde da Oceania    | Recorde da Oceania (Oceania)          | DSQ / DQ                   | Desclassificado (Disqualified)            |   |                                      |
| Recorde da temporada  | Recorde da temporada do atleta (Season best) | Recorde sul-americano | Recorde sul-americano (South America) | NM                         | Sem marca (No mark)                       |   |                                      |